# Африканская национальная партия
Африканская национальная партия (фр. Parti national africain) — политическая партия действовавшая в республике Чад с 1960 по 1963 год.

## История
Африканская национальная партия была основана 30 января 1960 года путем слияния ряда политических партий и движений Северного Чада. Изначально Африканская национальная партия имела 25 мест в Национальной ассамблее Чада, но из-за перехода депутатов в Прогрессивную партию Чада их количество сократилось сначала до 17 потом до 10. В апреле 1961 года Африканская национальная партия и Прогрессивная партия Чада на объединительном съезде в Абеше создают коалицию под названием Союз за Прогресс Чада.
В 1961 году лидеры Африканской национальной партии были арестованы, а в январе 1962 года партия была запрещена. В 1963 году лидер Африканской национальной партии Джебраим Кхералах заявил, что партия не согласится на самороспуск.